# Pholidochromis marginata
Pholidochromis marginata är en fiskart som först beskrevs av Lubbock, 1980.  Pholidochromis marginata ingår i släktet Pholidochromis och familjen Pseudochromidae. Inga underarter finns listade i Catalogue of Life.